# Radical 4

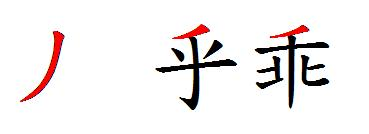

Le radical 4 (丿) est un des six des 214 radicaux de Kangxi qui ne sont constitués que d'un seul trait.
Le caractère Unicode de 丿 est 4E3F.
Dans le dictionnaire de caractères de Kangxi il existe 33 caractères (sur plus de 40 000) avec ce radical.
Le radical 4 (弯 wān) est un des huit principes du caractère 永 (永字八法 Yǒngzì Bāfǎ) qui constituent le fondement de la calligraphie chinoise.
- Pinyin : 撇 piě
- Zhuyin : ㄆ一ㄝ
- Hiragana : ノ no
- Kanji: ノ
- Hangeul: 삐칠
- Sino-coréen: 별

## Caractères avec le radical 4

永 (永字八法 Yǒngzì Bāfǎ)

| Traits                   | Caractères              |
| ------------------------ | ----------------------- |
| 1 trait supplémentaire   | 乂 乃 乄                |
| 2 traits supplémentaires | 久 乆 乇 么 义 乊 之 乡 |
| 3 traits supplémentaires | 乌 乏                   |
| 4 traits supplémentaires | 乍 乎 乐                |
| 5 traits supplémentaires | 丢 乑 乒 乓 乔          |
| 6 traits supplémentaires | 乕                      |
| 7 traits supplémentaires | 乖                      |
| 8 traits supplémentaires | 乗                      |
| 9 traits supplémentaires | 乘                      |